# Polish International 1984
Die Polish International 1984 im Badminton fanden vom 23. bis zum 25. November 1984 in Warschau statt. Es nahmen Spieler aus 15 Nationen an den Titelkämpfen teil.

## Finalergebnisse
| Disziplin    | Sieger                     | Finalist                     | Ergebnis          |
| ------------ | -------------------------- | ---------------------------- | ----------------- |
| Herreneinzel | Bent Svenningsen           | Jan Paulsen                  | kampflos          |
| Dameneinzel  | Gao Meifeng                | Nong Qunhua                  | 4-11, 11-1, 12-11 |
| Herrendoppel | Zhang Xinguang Wang Jian   | Bent Svenningsen Kim Levin   | 15-4, 18-14       |
| Damendoppel  | Gao Meifeng Nong Qunhua    | Yao Fen Lai Caiqin           | 15–9, 15–12       |
| Mixed        | Zhang Xinguang Gao Meifeng | Anders Nielsen Gitte Paulsen | 15-9, 15-10       |